# Mikwe (Sondershausen)
Die Mikwe von Sondershausen ist die erste in Ost- und Norddeutschland (wieder)entdeckte mittelalterliche Mikwe, noch vor dem Beispiel im nahegelegenen Erfurt. Sie hat Bedeutung als besonders typisches Beispiel eines jüdischen Ritualbades. Während in den Städten Westdeutschlands mit großen jüdischen Gemeinden Monumentalmikwen seit dem 12. Jahrhundert bekannt sind, so in Speyer, Worms, Köln und Friedberg (Hessen), ist die Sondershäuser Mikwe eine der kleinsten. Die ältesten Ritualbäder befinden sich in Jerusalem und auf der Festung Masada in Israel.

## Wiederentdeckung
Bei den Vorarbeiten zum Bau der „Galerie am Schlossberg“ in Sondershausen untersuchten Archäologen das Baugrundstück. 1998/99 fanden sie die Grundmauerreste der Synagoge aus dem 19. Jahrhundert. Wenige Meter weiter nördlich stießen die Ausgräber auf einen Brunnen, der mit Abfall verfüllt war. Nach Abtragung der zylindrischen Brunnenteile kam in 4,5 m Tiefe eine Grundwasserfläche zum Vorschein, die zuerst als Wasserentnahmestelle gedeutet wurde. Als man eine gewinkelte Treppe fand, die in die trapezförmige Ummauerung führte, waren sich die Experten einig, dass es sich um ein jüdisches Ritualbad handelt. Die Größenmaße sind: 1,25 m Breite sowie Seitenmauern von 1,40 und 1,60 m. Die Tiefe lag wahrscheinlich bei 1,60 m.

## Geschichte

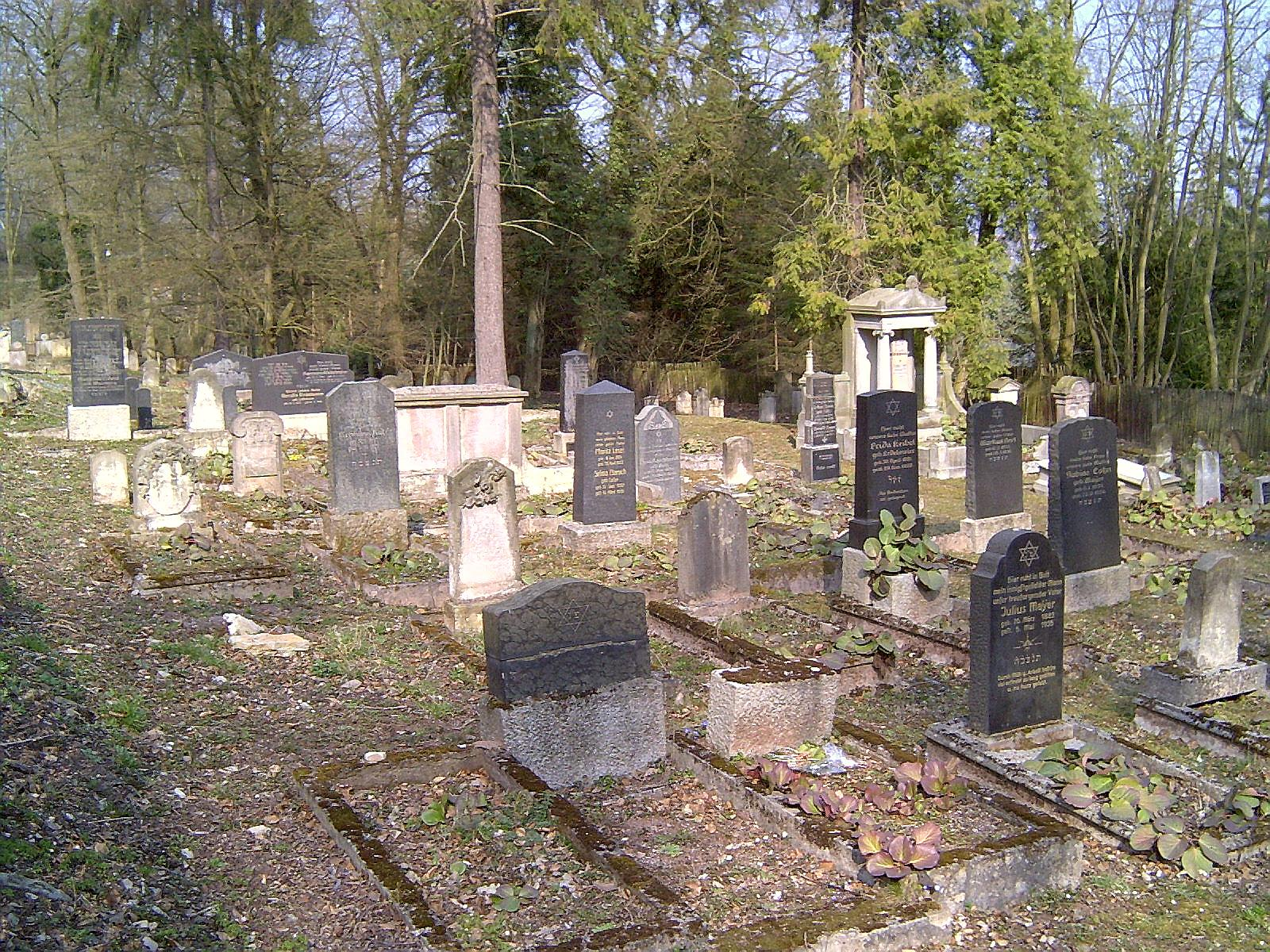
Jüdischer Friedhof Sondershausen

Die Mikwe befindet sich an der Außenseite der Stadtmauer. Beim Bau der Stadtmauer nahm man auf die schon vorhandene Mikwe Rücksicht, weil die Mauer an dieser Stelle abgeknickt ist. Da die Daten des Stadtmauerbaues bekannt sind, konnte man daraus auf das Alter der Mikwe schließen. Die Mikwe entstand demnach in der 2. Hälfte des 13. Jahrhunderts. Aus Gefäßscherbenfunden vom 14. Jahrhundert auf der Kellertreppe ziehen die Archäologen die Schlussfolgerung, dass zu diesem Zeitpunkt die Mikwe aufgegeben wurde. Es war die Zeit der Pestpogrome in Thüringen um 1349.
Die Voraussetzungen für ein Ritualbad waren gegeben: 1. Quellwasser oder Grundwasser, welches ohne menschliches Zutun in der Anlage vorhanden ist. 2. Die Tiefe muss ein vollständiges Untertauchen ermöglichen. Im Hochmittelalter entstanden in deutschen Städten Kellermikwen, die auch in einem Privathaus untergebracht sein konnten. Die Mikwe in Sondershausen wurde denkmalpflegerisch aufwendig renoviert und kann im Rahmen der Stadtführung besichtigt werden.
Eine weitere erhaltene jüdische Einrichtung in Sondershausen ist der jüdische Friedhof unterhalb des Spatenberges. Er wurde 1699 angelegt und bis 1939 genutzt. Die Stadt pflegt diese Anlage als Gedenkstätte.